# Шагаев (хутор)
Шагаев — хутор в Чернском районе Тульской области в составе Липицкого сельского поселения.

## География
Находится в юго-западной части Тульской области на расстоянии приблизительно 19 км на юг-юго-восток по прямой от поселка Чернь, административного центра района.

## История
В конце 1930-х годов здесь (тогда хутор Шичаевский) было учтено 66 дворов.

## Население
Постоянное население составляло 22 человека(русские 100 %) в 2002 году, 4 в 2010.